# Карл, Джордж (артист)
Джордж Карл (7 мая 1916 — 1 января 2000) — американский водевильный комедиант, клоун. Карл родился в Огайо и начал карьеру комедианта ещё подростком, путешествуя с различными цирками. Со временем Карл стал всемирно известным клоуном и визуальный комиком. Телеведущий Джонни Карсон, поклонник Карла, пригласил его выступить на The Tonight Show 21 марта 1985 года, когда Карлу было 69 лет. Его выступление было так хорошо встречено, что через несколько недель его попросили вернуться во второй раз, что также вызвало восторженные отзывы зрителей. Он снова появился 27 мая 1986 года, по сути, исполнив то же самое, и вызвал бурный смех явно благодарной публики.
Почти без всякого реквизита, за исключением микрофона, микрофонной стойки, шляпы и иногда губной гармошки, Карл будто бы случайно путался в микрофонном шнуре, застрявал большим пальцем в микрофонной стойке и, через тихую барабанную дробь, ничего не добившись за время, проведенное на сцене, покидал её.
В возрасте 79 лет Джордж Карл дебютировал на экране в фильме 1995 года «Весёлые кости» с Джерри Льюисом в главной роли. Он сыграл старого комика из мюзик-холла, одного из братьев Паркеров, который хранил молчание до тех пор, пока не появилась сцена, в которой его персонаж объясняет, почему исполнители выступают;
«Наши страдания особенные. Боль, которую мы чувствуем, сильнее, чем чья-либо ещё. Но восход солнца, который мы видим, прекраснее, чем у всех остальных. Паркеры… как луна. Одна сторона всегда тёмная. Невидимая. Так и должно быть. Но помните, что тёмная луна тоже вызывает приливы».
Другие комедианты, исповедующие подобный визуальный подход: Билл Ирвин, Джефф Хойла, Барри Любин, Чиппер Лоуэлл, Роб Торрес, Денди Дэнно и Авнер Эксцентрик.
Джордж Карл умер от рака в Лас-Вегасе 1 января 2000 года.